# Île Mineure
L'île Mineure (en italien : isola Minore) est une île d'Italie du lac Trasimène appartenant administrativement à Passignano sul Trasimeno.

## Géographie
Elle s'étend sur environ 450 m de longueur pour une largeur approximative de 260 m. Elle est couverte d'une épaisse végétation ligneuse (où se trouve un bâtiment), comprenant des pins et des chênes verts, qui abritent une grande colonie de cormorans qui, avec leurs sécrétions, rendent les arbres et le terrain environnant blancs. 

## Histoire

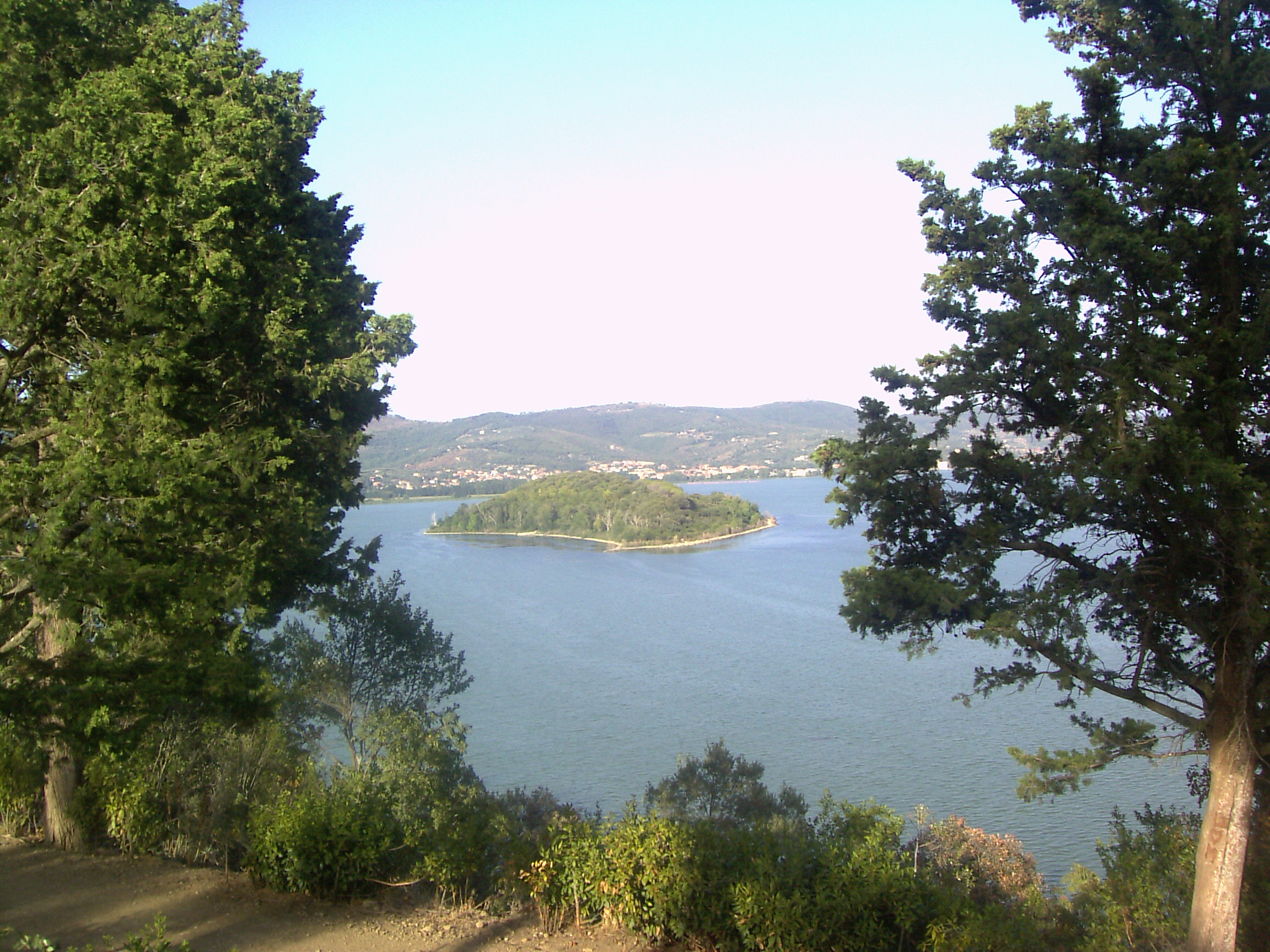
L'île Mineure

Actuellement inhabité, elle le fut pourtant jusqu'au quinzième siècle. Depuis, elle n'est plus qu'occasionnellement occupée que par des ermites. Elle appartient au Comte Baldeschi de Pérouse.
L'île apparait dans l'histoire dans des documents remontant à 1130. Parmi les trois églises qui étaient autrefois, il n'existe plus que les ruines de celle consacrée à Saint Mustiola.